# 60 Wall Street
60 Wall Street je mrakodrap nacházející se na Dolním Manhattanu v New Yorku. Má 55 pater a dosahuje výšky 227 m. V budově má ředitelství banka Deutsche Bank. Výstavba probíhala v letech 1987–1989. V budově měla sídlo firma J.P. Morgan & Co. (dnešní JPMorgan Chase). V roce 2001 budovu koupila firma Deutsche Bank za 600 milionů dolarů. Budova nabízí 160 000 m2 kancelářských ploch a patří tak mezi největší kancelářské budovy ve Financial District. Budovu navrhla firma Kevin Roche, John Dinkeloo & Associates.